# Sitka
Sitka (ang. City and Borough of Sitka, do 1867 Nowo-Archangielsk) – skonsolidowane miasto–okręg (ang. consolidated city-borough) w Stanach Zjednoczonych położony w stanie Alaska. Sitka znajduje się w zachodniej części Wyspy Baranowa, w archipelagu wysp Aleksandra. W mieście rozwinął się przemysł drzewny oraz rybny.

## Historia
Miasto zostało założone w 1799 roku jako baza handlu futrami na polecenie rosyjskiego kupca Aleksandra Baranowa jako Nowoarchangielsk, w 1808 roku Sitka została stolicą rosyjskich posiadłości w Ameryce Północnej. Wcześniej, w październiku 1804 roku, miała tu miejsce bitwa o Sitkę, w wyniku której Rosjanie odzyskali osadę, dwa lata wcześniej zdobytą przez Indian. W 1867 roku miasto wraz z całą Alaską zostało włączone do USA na mocy umowy podpisanej właśnie w Sitce przez przedstawicieli Rosji i USA. Funkcję stolicy Alaski pełniła jeszcze do 1906 roku, gdy administrację przeniesiono do Juneau.
Obecny status miasta został nadany 2 grudnia 1971 roku.

## Zabytki
- Sobór św. Michała Archanioła wzniesiony w latach 1844–1848, odbudowany w 1966 po pożarze.
- Sitka National Historical Park – utworzony w 1910, powiększony w 1972.

## Demografia
Miasto zamieszkane jest przez 8881 osób. Największą część ludności stanowi ludność biała (65,3%), rdzenni mieszkańcy (16,8%), ludność mieszana (9,8%) oraz Azjaci (6,0%). Średnia gęstość zaludnienia wynosi 1,19 osób/km².

## Miasta partnerskie
- Nemuro